# Jordanhill järnvägsstation

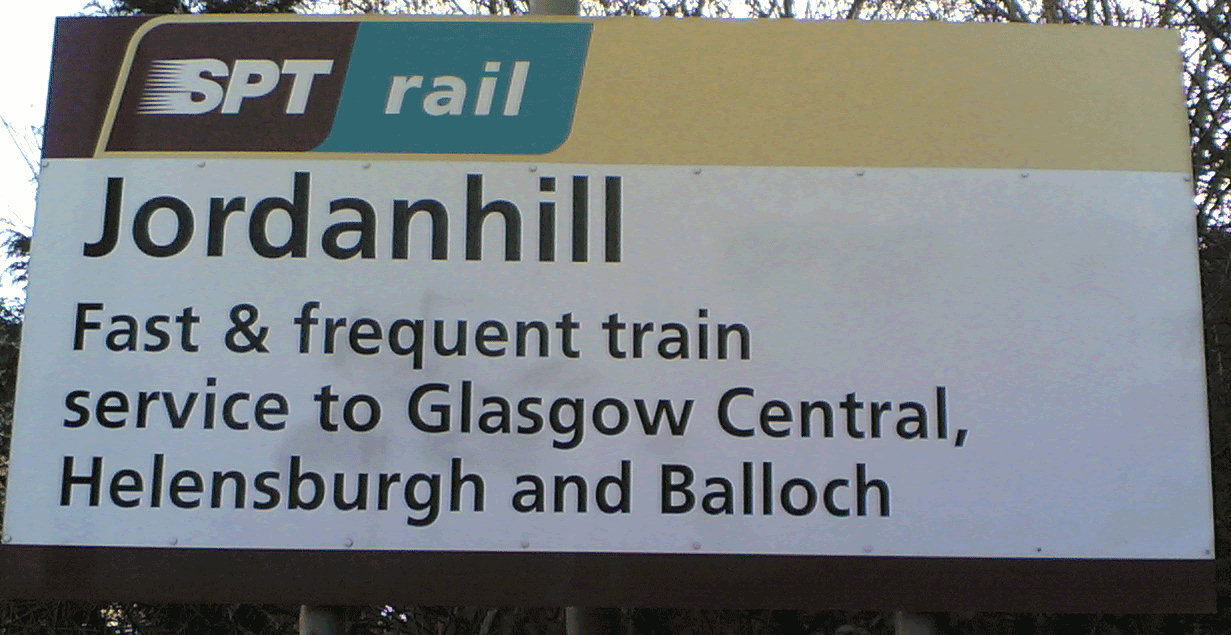
Jordanhill järnvägsstation

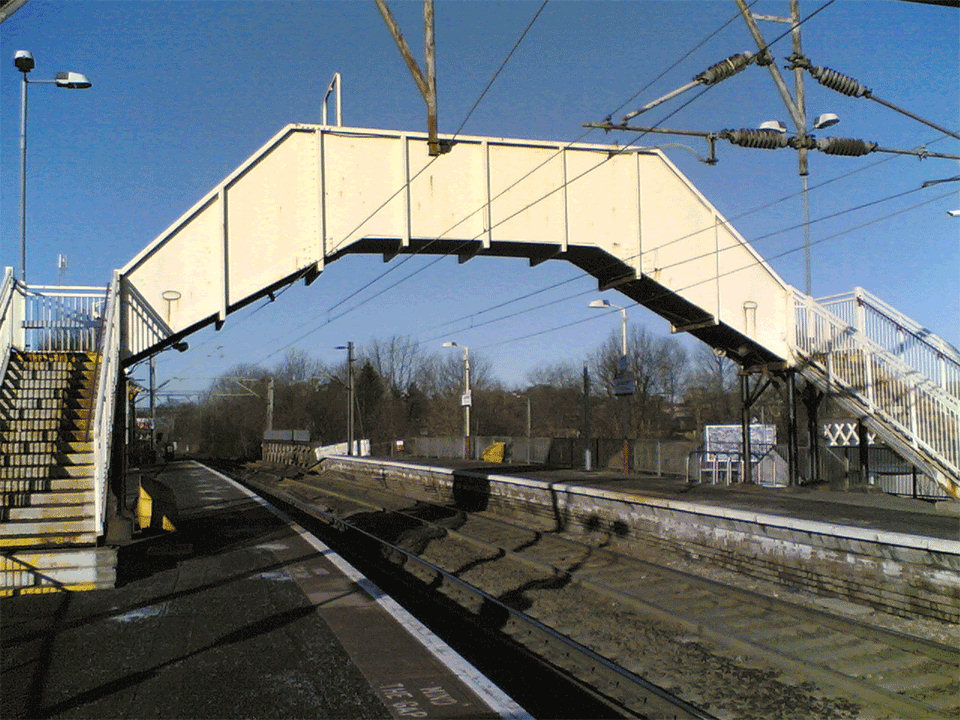
Gångbro över spåren på stationen.

Jordanhill järnvägsstation är en järnvägsstation i Jordanhill i västra Glasgow i Skottland. Stationen öppnade den 1 augusti 1887 men stod färdig först 1895.